# 睢州
睢州（すいしゅう）は、中国にかつて存在した州。金代から民国初年にかけて、現在の河南省商丘市西部に設置された。

## 概要
1105年（崇寧4年）、北宋により開封府襄邑県に拱州が置かれ、保慶軍の軍額を受けた。1110年（大観4年）、拱州は廃止された。1114年（政和4年）、拱州は再び置かれた。拱州は京東西路に属し、襄邑・柘城の2県を管轄した。
1151年（天徳3年）、金により拱州は睢州と改称された。睢州は南京路に属し、襄邑・考城・柘城の3県と重華鎮を管轄した。
元のとき、睢州は汴梁路に属し、襄邑・考城・儀封・柘城の4県を管轄した。
1368年（洪武元年）、明により汴梁路は開封府と改められた。1369年（洪武2年）、襄邑県は廃止され、睢州に編入された。1377年（洪武10年）、睢州は睢県に降格した。1380年（洪武13年）、睢県は再び睢州に昇格した。1545年（嘉靖24年）、睢州は帰徳府に転属した。睢州は考城・柘城の2県を管轄した。
清のとき、睢州は帰徳府に属し、考城・柘城の2県を管轄した。
1913年、中華民国により睢州は廃止され、睢県と改められた。